# Dos Pilas
Dos Pilas est un site archéologique maya situé entre les fleuves Pasión et Salinas dans la région du Petexbatún (prononcer [peteʃbaˈtun]), qui fait partie du département du Petén dans le nord du Guatemala. Il fut découvert en 1960 par le Français et explorateur Pierre Ivanoff, qui lui avait donné le nom de Dos Pozos (deux puits), puis par un géologue, G.L. Vinson, qui, en changeant le nom, s'est attribué la découverte.

## Rois de Dos Pilas
- Bajlaj Chan K'awiil     629 - 692
- Itzamnaaj K'awiil      698 - 726
- Souverain 3[1]       727 - 741
- K'awiil Chan K'inich      741- 761

## Histoire
Jusqu'au VIIe siècle, la région du Petexbatún était dominée par les centres maya de Tamarindito et Arroyo de Piedra. Selon une version communément admise jusqu'il y a quelques années, à la suite d'un conflit au sein des classes dirigeantes de Tikal au milieu du VIIe siècle, un membre de la famille royale, peut-être même un roi renversé, Balaj Chan K'awiil, aurait quitté la ville pour aller fonder Dos Pilas à une centaine de kilomètres plus au sud-ouest. Le glyphe-emblème de Dos Pilas était d'ailleurs le même que celui de Tikal. En 2002, la découverte fortuite de dix marches d'un escalier hiéroglyphique de la Structure L5-49 de Dos Pilas oblige à reconsidérer les débuts de l'histoire de la cité. Le texte de l'escalier raconte qu'en 629, Bajlaj Chan K'awiil, le jeune frère du roi de Tikal, alors âgé de quatre ans, fut envoyé fonder un avant-poste de la grande cité du Petén dans le Petexbatún, sans doute dans le but de contrôler l'importante route fluviale du Rio Pasión.
En 650, Bajlaj Chan K'awiil fut vaincu par Yuknoom le grand de Calakmul. Ce dernier remporta également une victoire sur Tikal en 657. Il laissa Bajlaj Chan K'awiil sur le trône et Dos Pilas fit désormais partie du réseau d'alliances dans lequel Calakmul avait entrepris d'enserrer Tikal. Dans ses inscriptions hiéroglyphiques, Bajalj Chan K'awiil se reconnaissait comme le yajaw («son vassal») du souverain de Calakmul. Vers 662, une inscription mentionne sa présence ainsi que celle du souverain de Tikal, Nuun Ujool Chaak, qui était probablement son demi-frère, lors d'une cérémonie à Calakmul. Dos Pilas était maintenant devenue l'ennemie jurée de Tikal et lors des hostilités qui les opposèrent, la fortune changea plusieurs fois de camp. 
En 672, Nuun Ujool Chaak chassa Bajlaj chan K'awiil de dos Pilas. En 677, Calakmul intervint et remit ce dernier sur son trône. En 679, le roi de Dos Pilas infligea une sévère défaite à Tikal, probablement avec l'appui de Calakmul, sans que l'on sache exactement ce qu'il advint de Nuun Ujool Chan. En 682, le roi de Dos Pilas envoya sa fille Dame Six-Cieux à Naranjo pour épouser un noble local, dont elle eut un fils, K'ak Tiliw chan Chaak, le plus grand roi de Naranjo, accentuant ainsi l'encerclement de Tikal.
En 695, Tikal infligea une défaite retentissante à Calakmul. Après cette défaite, Dos Pilas poursuivit une politique d'expansion agressive au niveau régional  sous le successeur de Bajlaw Chan K'awiil, Itzamnaaj K'awiil. Les cités les plus proches, Tamarindito et Arroyo de Piedra, entrèrent dans son orbite. La stèle 1 nous apprend qu'un nouveau conflit opposa Dos Pilas à Tikal en 705. Curieusement, son décès en 726 nous est connu non seulement par une source locale, mais également par une inscription sur un os trouvé dans la tombe du grand souverain de Tikal, Jasaw chan k'awiil.
Son successeur est désigné sous le nom de souverain 3, car les épigraphistes ne sont pas encore parvenus à déchiffrer les glyphes qui composent son nom. On suppose qu'il agit comme «régent» du fils de son prédécesseur. C'est du moins ce que l'on peut inférer de la scène du Panneau 19 de Dos Pilas, qui le montre présidant la cérémonie de saignée rituelle d'un jeune garçon. Il poursuivit la politique belliqueuse de ses prédécesseurs et remporta une grande victoire sur Seibal. La Stèle 16 de Dos Pilas le montre foulant aux pieds le souverain de cette cité. 
K'awiil Chan K'inich lui succéda en 741. Il connut de nombreux succès militaires, comme en témoigne l'Escalier Hiéroglyphique 3 de Dos Pilas. Pourtant, en 760-61, alors qu'elle semblait au sommet de sa puissance, Dos Pilas subit une défaite écrasante de la part de Tamarindito. On ne sait ce qu'il advint de K'awiil Chan K'inich. Les fouilles archéologiques ont permis de reconstituer une situation dramatique. Le Groupe Ouest fut mis en état de défense : certains édifices furent démolis et leurs pierres utilisées pour construire deux murs de 1 m - 1,50 m d'épaisseur surmontés d'une palissade en bois.

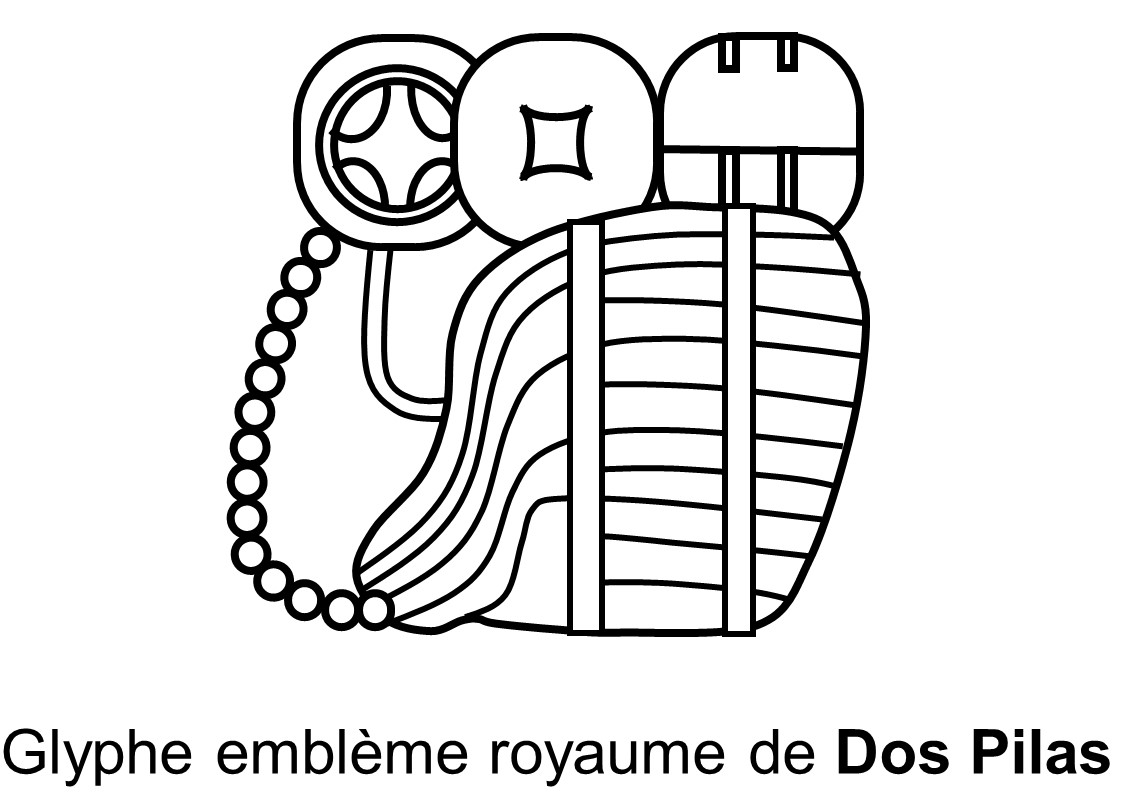
Glyphe emblème de la cité maya antique de Dos Pilas
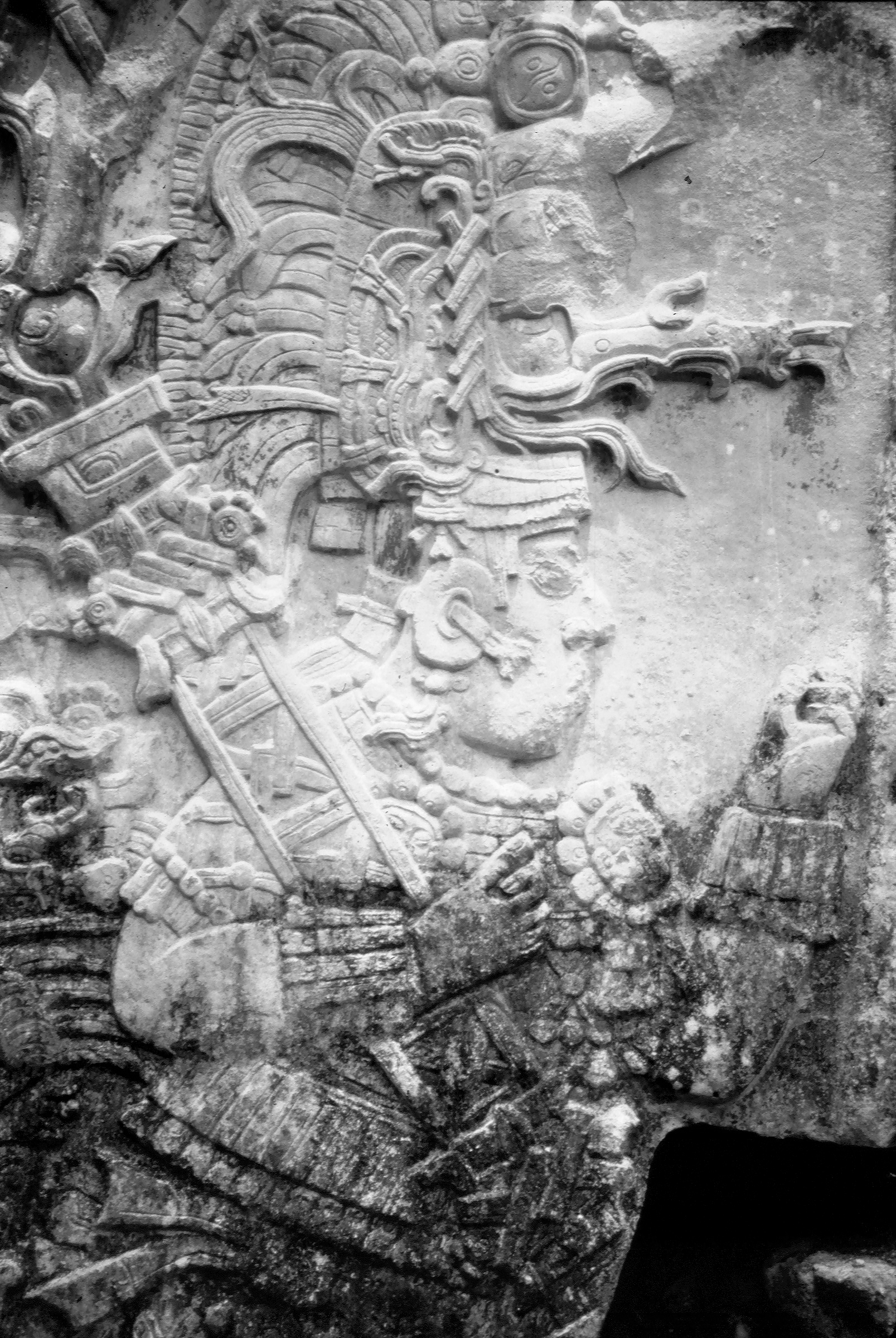
Panneau 10, probablement un butin pris à la cité voisine de « Arroyo de Piedra » après sa défaite face à Dos Pilas
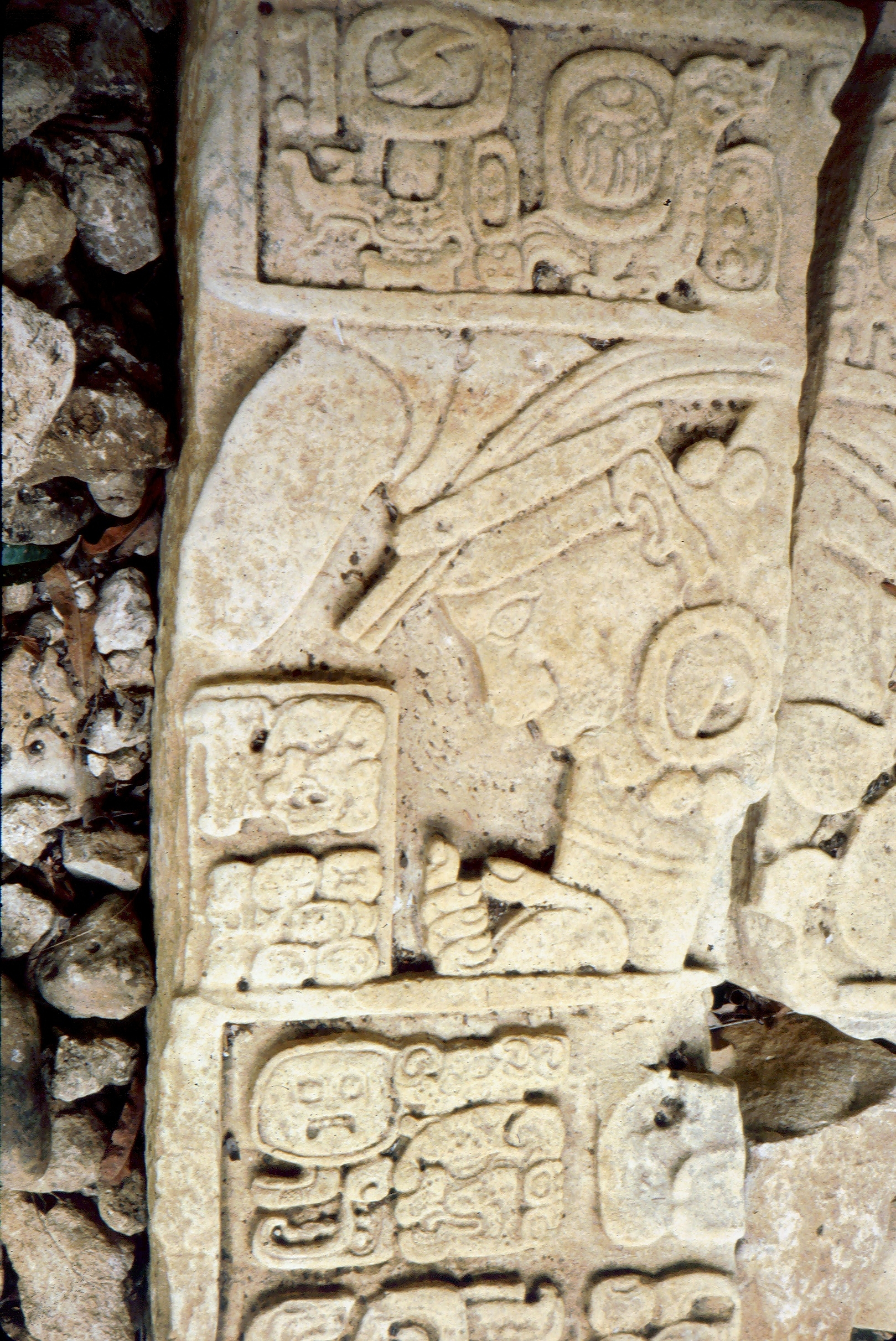
Stèle 16 de 735 apr. J.-C. commémorant la capture du seigneur Yich'ak Balan de la cité de Seibal
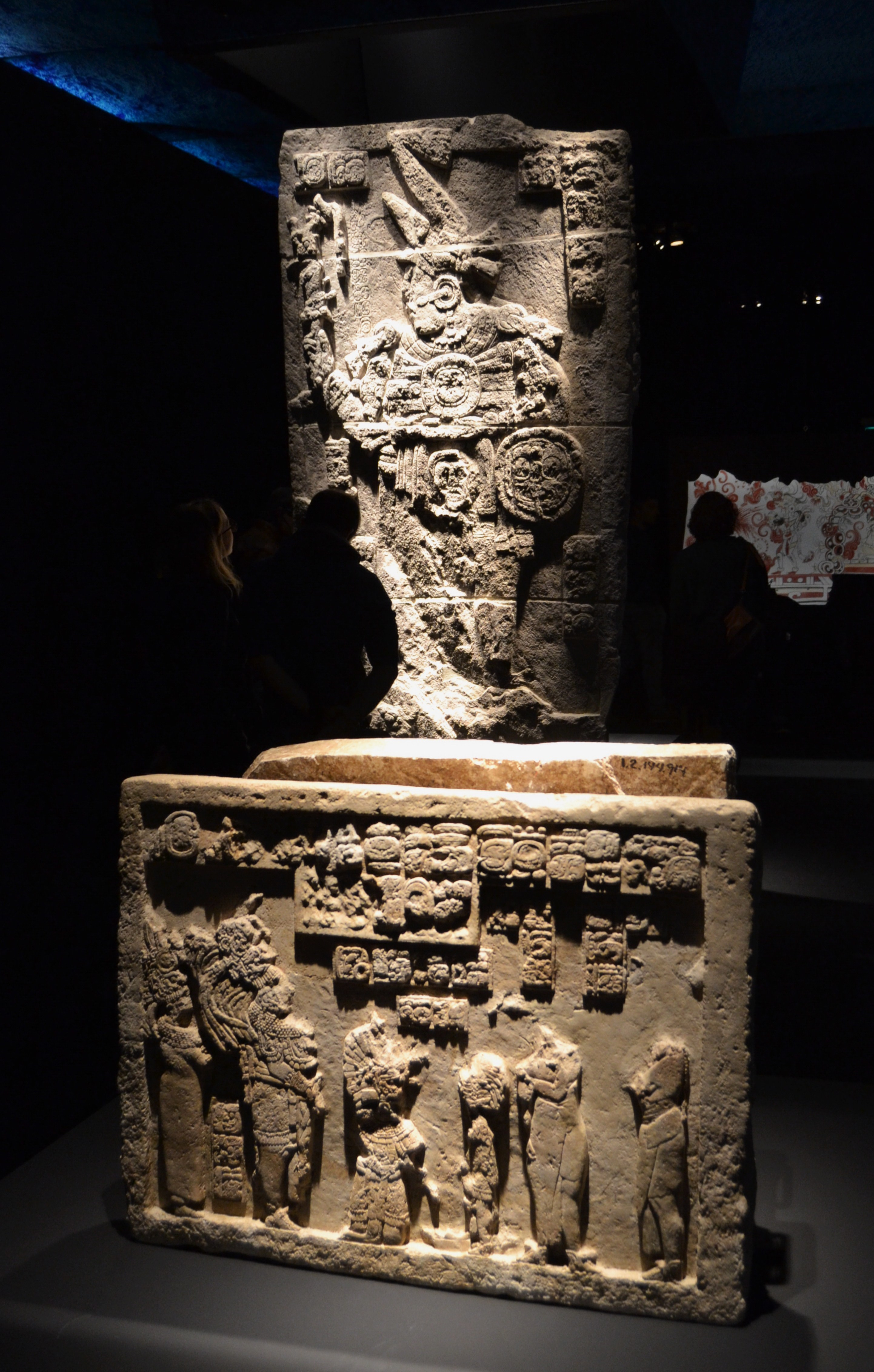
Panneau 19

## Site archéologique
Le site a beaucoup souffert lorsque les habitants eux-mêmes ont arraché à la hâte une grande quantité de matériaux des bâtiments pour mettre une partie de la cité en défense au VIIIe siècle. Au cours des dernières années, il a été victime de bandes de pilleurs organisés, notamment en 1998, lorsqu'une partie d'un escalier hiéroglyphique a été découpé à la scie.
Dos Pilas se compose de trois groupes : le Groupe principal, le Groupe Murcielagos 500 mètres plus à l'est et le Groupe El Duende 1 km plus à l'est.

## Dans la culture

### Jeu vidéo
- Les conflits entre Tikal, Calakmul et Dos Pilas font l'objet d'un scénario jouable du côté de Dos Pilas dans le jeu Age of Empires II: DE.